# Heinrich von Brühl

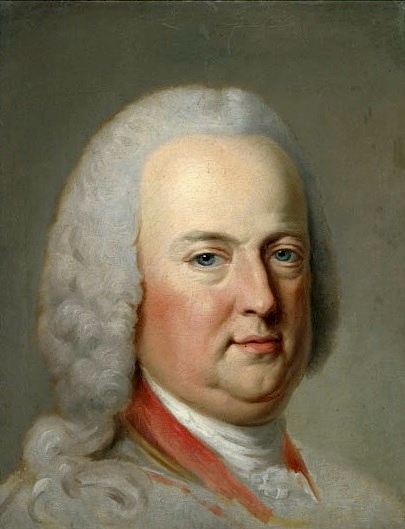
Arcképe Marcello Bacciarellitől

Heinrich von Brühl, magyarosan Brühl Henrik gróf (Gangloffsömmern, 1700. augusztus 13. – Drezda, 1763. október 28.) III. Ágost szász választófejedelem és lengyel király miniszterelnöke,  a 18. század egyik legnagyobb könyvgyűjtője. 62 000 kötetet tartalmazó könyvtárát Xavier szász herceg vásárolta meg a drezdai királyi könyvtár részére.

## Családja
- Unokák: Carl von Brühl, Marie von Brühl
- Dédunokák: Konstancja Potocka, Leo Thun, Włodzimierz Potocki
- Gyermekek: Hans Moritz Brühl, Alois Friedrich von Brühl
- Szülők: Erdmuth Sophie von der Heide

## Életpályája
Már II.Ágost kegyét is bírta, úgy, hogy 1719 óta a legjövedelmezőbb állásokhoz jutott. Hatalmának tetőpontjára III. Ágost uralkodása (1733–63) alatt emelkedett. Ő segítette a lengyel trónra, és ő szerzett neki pénzt, ha kellett, bármi úton-módon; ezért nyerte el az ország főbb hivatalait. 1737-ben grófi rangra is emelték. Az ország ügyeit korlátlan hatalommal vezette és az állam adósságát 100 millió tallérral növelte.
III. Ágostról köztudott volt, hogy inkább a kényelem és a szórakozás érdekelte, semmint az államügyek. A művészetek e jelentős pártfogója Szászország és Lengyelország igazgatását főtanácsadójára, Heinrich von Brühlre bízta, aki viszont a lengyel közigazgatást főként a nagy hatalmú Czartoryski családra bízta.
II. Frigyes porosz király megvetésével sújtotta, amiért a bosszús Brühl urát arra bírta, hogy a második sziléziai háborúban Ausztria pártjára álljon. E politikát Szászország nagyon megkeserülte. Frigyes 1756 augusztusában megszállta az országot, mire Brühl Lengyelországba menekült, ahonnan csak a hubertusburgi béke után (1763. március) tért vissza Drezdába. A király halála után Brühl hivatalát letette. Három héttel rá meghalt. Brühlt csakis halála mentette meg a megérdemelt büntetéstől: kiderült ugyanis, hogy az országot 5 millió tallérral rövidítette meg. A kormány mindamellett a pert beszüntette, úgyhogy a nagy vagyont Brühl fiai örökölték.

## Műgyűjtőként
Brühl  órákat, csipkéket, papucsokat és parókákat gyűjtött.